# لعبة متزامنة

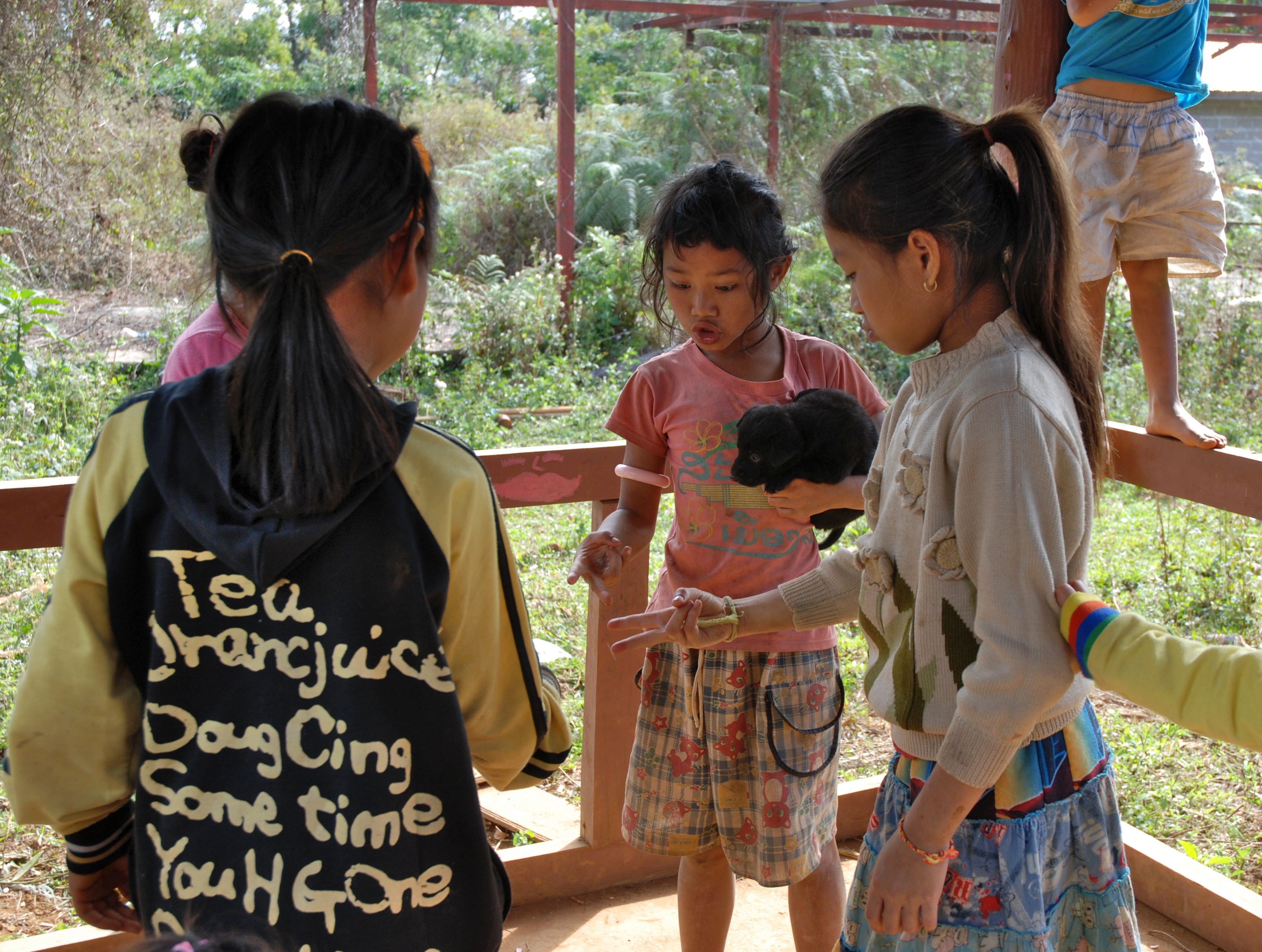

في نظرية الألعاب اللعبة المتزامنة هي لعبة يقوم فيها كل لاعب بلعب دوره دون معرفة الخيارات التي اختارها اللاعبون الآخرون. يستخدم التمثيل العادي في تمثيل الألعاب المتزامنة.
معضلة السجينين هي أحد الأمثلة على اللعبة المتزامنة.